# 六条有庸
六条有庸（ろくじょう ありつね、宝暦2年（1752年）10月5日 - 文政12年（1829年）3月23日）は、江戸時代後期の公卿。

## 官歴
- 宝暦4年（1754年）：従五位下
- 宝暦10年（1760年）：従五位上、侍従
- 宝暦12年（1762年）：右権少将
- 宝暦13年（1763年）：正五位下
- 明和2年（1765年）：従四位下
- 明和5年（1768年）：従四位上
- 明和7年（1770年）：正四位下、右権中将
- 安永元年（1772年）：従三位
- 安永5年（1772年）：正三位
- 天明6年（1786年）：参議
- 天明7年（1787年）：左中将、院別当
- 寛政元年（1789年）：従二位
- 寛政4年（1792年）：権中納言
- 寛政6年（1794年）：正二位、踏歌外弁
- 文化6年（1809年）：権大納言
- 文化8年（1811年）：武家伝奏
- 文政9年（1826年）：従一位

## 系譜
- 父：六条有栄
- 母：山本実親の娘
- 弟：六条有家